# Jegor Ankudinow
Jegor Jefriemowicz Ankudinow (ros. Егор Ефремович Анкудинов, ur. 10 kwietnia?/23 kwietnia 1910 we wsi Wiglino obecnie w obwodzie twerskim, zm. 9 września 1994 w Petersburgu) – radziecki lotnik wojskowy, major, Bohater Związku Radzieckiego (1946).

## Życiorys
Urodził się w rodzinie robotniczej. Miał wykształcenie niepełne średnie, pracował w fabryce, od 1930 należał do WKP(b), od 1932 służył w Armii Czerwonej. W 1933 ukończył wojskowo-teoretyczną szkołę lotników w Leningradzie, a w 1935 wojskową szkołę lotniczą w Orenburgu, od 1943 uczestniczył w wojnie z Niemcami. Walczył na Kubaniu, przy wyzwalaniu Donbasu, Krymu i Sewastopola, później został zastępcą dowódcy 812 pułku lotnictwa myśliwskiego 265 Dywizji Lotnictwa Myśliwskiego 3 Korpusu Lotnictwa Myśliwskiego 16 Armii Powietrznej 1 Frontu Białoruskiego w stopniu majora. Wykonał 250 lotów bojowych, w walkach powietrznych strącił 15, a na ziemi zniszczył 4 samoloty wroga. W Siłach Powietrznych ZSRR służył do 1954, gdy został zwolniony do rezerwy. Mieszkał w Leningradzie, gdzie pracował w DOSAAF i zajmował się spadochroniarstwem.

## Odznaczenia
- Złota Gwiazda Bohatera Związku Radzieckiego (15 maja 1946)
- Order Lenina
- Order Czerwonego Sztandaru (trzykrotnie)
- Order Aleksandra Newskiego
- Order Wojny Ojczyźnianej I klasy (dwukrotnie)
- Order Wojny Ojczyźnianej II klasy
- Order Czerwonej Gwiazdy
- Medal „Za zwycięstwo nad Niemcami w Wielkiej Wojnie Ojczyźnianej 1941–1945”

I inne.